# Гиперссылка

Схема работы гипертекстовой системы

Гиперссылка (англ. hyperlink) — часть гипертекстового документа, ссылающаяся на элемент в этом документе (команда, текст, изображение, сноска) или на другой объект (файл (документ), каталог, приложение), расположенный на локальном диске или в компьютерной сети, либо на элементы этого объекта.

## Описание

Пример гиперссылки, которую обычно можно увидеть в веб-браузере, с указателем мыши, находящимся над ней. В качестве образца используется текст панграммы среды рабочего стола KDE

Гиперссылка может быть добавлена к любому элементу HTML-документа или PDF документа. Часть текста с добавленной ссылкой по умолчанию выделяется синим цветом, как в предыдущем предложении. При наведении курсора мыши на текст со ссылкой он или меняет цвет или выделяется подчеркиванием. При навигации в браузере с помощью клавиатуры текстовые и графические элементы со ссылками выделяются прямоугольной пунктирной рамкой. Посещенная ранее ссылка обычно выделяется цветом, отличным от цвета непосещённой ссылки.
«Битой» ссылкой называют такую гиперссылку, которая ссылается на отсутствующий по каким-либо причинам объект, например, если документ или файл удален или перемещен администратором ресурса, на котором он был расположен, или если сам ресурс недоступен. Обычно в таком случае на странице появляется сообщение с кодом ошибки, но это происходит не всегда.
Составные части гиперссылки с полным именем — http://www.example.com/test-papka/index.html, где:
| http://                | протокол доступа              |
| www.example.com        | доменное имя или IP сервера   |
| :80                    | порт (не обязательно)         |
| /test-papka/index.html | путь и имя файла web-страницы |

## Гиперссылки HTML-страницы
Гиперссылка — фрагмент HTML-документа и его базовый элемент:
- указывающий на другой файл, который может быть расположен в Интернете;
- содержащий полный путь (URL) к этому файлу.

Гиперссылка для пользователя — графическое изображение, видео или текст на сайте, в письме электронной почты или в каком-либо электронном документе, устанавливающие связь и позволяющие переходить к другим объектам Интернета.

### Гиперссылка на другую HTML-страницу
Для определения ссылки в HTML используется тег <a>, структура которого имеет вид <a href="filename">Текст ссылки</a>, где filename — имя файла или адрес в Интернете, на который необходимо сослаться, а Текст ссылки — текст гипертекстовой ссылки, который будет непосредственно показан в HTML-документе. Также можно использовать аргумент TARGET, который показывает, в каком окне будет открыта ссылка (значения — _blank (новом), _self (текущем)). target="имя окна">.
Например, гипертекстовая ссылка:
- <a href="my-photo.html">Мои работы</a> — ссылается на документ my-photo.html в текущем каталоге, образуя гипертекстовую ссылку в виде выделенного текста «Мои работы»;
- <a href="/photo/my-photo.html">Мой фотоальбом</a> — ссылается на файл my-photo.html, расположенный в подкаталоге photo корневого каталога и образует ссылку в виде текста «Мой фотоальбом»;
- <a href="layout/comments.html">Комментарии</a> — ссылается на файл comments.html, расположенный относительно текущего в подкаталоге layout;
- <a href="./">Фото</a> — ссылается на индексный файл в текущем каталоге;
- <a href="../profile.html">Профиль</a> — ссылается на файл profile.html в родительском каталоге;
- <a href="http://www.site.com">Мой сайт</a> — ссылается на ресурс, расположенный на удаленном сервере.
- <a href="//www.site.com/index.html">Мой сайт</a> — ссылается на ресурс, расположенный на удаленном сервере, без уточнения протокола http/https.
- <a href="my-photo.html" target="_blank">Открыть в новом окне</a>

### Почтовая гиперссылка
Для создания ссылки на адрес электронной почты используется URI-схема mailto:, после которой необходимо указать e-mail адресата:
```
<
a
 
href
=
"mailto:e-mail"
>
Текст ссылки
</
a
>

```

При создании почтовой гиперссылки можно указывать тему отправляемого сообщения и тело письма. Для этого используются поля subject и body. Тема письма задается в поле subject, тело письма в поле body.
Например:
```
<
a
 
href
=
"mailto:e-mail?subject=Тема&body=Тело письма"
>
Текст ссылки
</
a
>

```

### Порядок перехода по гиперссылкам
Некоторые браузеры могут поддерживать функцию перехода по гиперссылкам с помощью клавиши Tab. При этом браузер по умолчанию подсвечивает гиперссылки в порядке их следования в тексте страницы. Изменить порядок перехода можно с помощью атрибута TABINDEX тэга <a>. Чтобы включить гиперссылку в перечень, описывающий новый порядок перехода, надо присвоить атрибуту TABINDEX некоторое целое положительное число в диапазоне от 1 до 32767. Чтобы исключить гиперссылку из перечня, надо присвоить атрибуту любое отрицательное число. Когда пользователь нажимает клавишу Tab, курсор перемещается к гиперссылке с наименьшим положительным значением индекса. Если нескольким гиперссылкам присвоено одинаковое значение индекса, первой выбранной окажется та, которая в тексте страницы стоит выше.